# Volta a Dinamarca 2019
La Volta a Dinamarca 2019, 29a edició de la Volta a Dinamarca, es disputà entre el 21 i el 25 d'agost de 2019 sobre un recorregut de 	727,2 km repartits entre cinc etapes. La cursa formava part del calendari de l'UCI Europa Tour 2019, amb una categoria 2.HC.
El vencedor final fou el danès Niklas Larsen (ColoQuick). Completaren el podi els també danesos Jonas Vingegaard (Team Jumbo-Visma) i Rasmus Quaade (Riwal Readynez Cycling Team).

## Equips
L'organització convidà a prendre part en la cursa a tres equips World Tour, deu equips continentals professionals, sis equips continentals i un equip nacional:
| WorldTeams (3)- Team Jumbo-Visma - Lotto Soudal - Team Sunweb Equips continentals professionals (10)- Bardiani CSF - Corendon-Circus - Hagens Berman Axeon - Israel Cycling Academy - Team Novo Nordisk - Riwal Readynez - Roompot-Charles - Sport Vlaanderen-Baloise - Vital Concept-B&B Hotels - W52-FC Porto Equips continentals (6)- BHS-Almeborg Bornholm - ColoQuick - Hurom BDC Development - Joker Fuel of Norway - Uno-X Norwegian Development - Waoo Equip nacional- Dinamarca |
| |

## Etapes
| Etapa    | Data      | Ciutats d'etapa          | type                      | Distància (km) | Vencedor de l'etapa | Líder de la general |
| -------- | --------- | ------------------------ | ------------------------- | -------------- | ------------------- | ------------------- |
| 1a etapa | 21 de ago | Silkeborg – Silkeborg    | etapa accidentada         | 169,7          | Tiesj Benoot        | Tiesj Benoot        |
| 2a etapa | 22 de ago | Grindsted – Grindsted    | contrarellotge individual | 17             | Martin Toft Madsen  | Mads Würtz Schmidt  |
| 3a etapa | 23 de ago | Holstebro – Vejle        | etapa accidentada         | 199,7          | Lasse Norman Hansen | Niklas Larsen       |
| 4a etapa | 24 de ago | Korsør – Asnæs Indelukke | etapa accidentada         | 175,2          | Jasper De Buyst     | Niklas Larsen       |
| 5a etapa | 25 de ago | Roskilde – Frederiksberg | etapa plana               | 165,6          | Tim Merlier         | Niklas Larsen       |

### Etapa 1
| \| Classificació de l'etapa \| Classificació de l'etapa \| Classificació de l'etapa \| Classificació de l'etapa \| Classificació de l'etapa \| \| Corredor \| Corredor \| Equip \| Temps \| \| \| ------------------------ \| ------------------------ \| ------------------------ \| ------------------------ \| ------------------------ \| \| 1r \| Tiesj Benoot \| Lotto-Soudal \| 3h 54' 48" \| \| \| 2n \| Jasper De Buyst \| Lotto-Soudal \| + 0" \| \| \| 3r \| Amaury Capiot \| Sport Vlaanderen-Baloise \| + 0" \| \| \| 4t \| Niklas Larsen \| ColoQuick \| + 0" \| \| \| 5è \| Krists Neilands \| Israel Cycling Academy \| + 0" \| \| \| 6è \| Amund Grøndahl Jansen \| Team Jumbo-Visma \| + 0" \| \| \| 7è \| Mads Würtz Schmidt \| Dinamarca \| + 0" \| \| \| 8è \| Tim Merlier \| Corendon-Circus \| + 3" \| \| \| 9è \| Bryan Coquard \| Vital Concept-B&B Hotels \| + 3" \| \| \| 10è \| Herman Dahl \| Joker Fuel of Norway \| + 3" \| \| |                       |                          |            |
| |                       |                          |            |
| Font: ProCyclingStats |                       |                          |            |
| Classificació de l'etapa |                       |                          |            |
| Corredor | Corredor              | Equip                    | Temps      |
| 1r | Tiesj Benoot          | Lotto-Soudal             | 3h 54' 48" |
| 2n | Jasper De Buyst       | Lotto-Soudal             | + 0"       |
| 3r | Amaury Capiot         | Sport Vlaanderen-Baloise | + 0"       |
| 4t | Niklas Larsen         | ColoQuick                | + 0"       |
| 5è | Krists Neilands       | Israel Cycling Academy   | + 0"       |
| 6è | Amund Grøndahl Jansen | Team Jumbo-Visma         | + 0"       |
| 7è | Mads Würtz Schmidt    | Dinamarca                | + 0"       |
| 8è | Tim Merlier           | Corendon-Circus          | + 3"       |
| 9è | Bryan Coquard         | Vital Concept-B&B Hotels | + 3"       |
| 10è | Herman Dahl           | Joker Fuel of Norway     | + 3"       |

| \| Classificació general \| Classificació general \| Classificació general \| Classificació general \| Classificació general \| \| Corredor \| Corredor \| Equip \| Temps \| \| \| --------------------- \| --------------------- \| --------------------------- \| --------------------- \| --------------------- \| \| 1r \| Tiesj Benoot \| Lotto-Soudal \| 3h 54' 38" \| \| \| 2n \| Jasper De Buyst \| Lotto-Soudal \| + 4" \| \| \| 3r \| Amaury Capiot \| Sport Vlaanderen-Baloise \| + 6" \| \| \| 4t \| Niklas Larsen \| ColoQuick \| + 10" \| \| \| 5è \| Krists Neilands \| Israel Cycling Academy \| + 10" \| \| \| 6è \| Amund Grøndahl Jansen \| Team Jumbo-Visma \| + 10" \| \| \| 7è \| Mads Würtz Schmidt \| Dinamarca \| + 10" \| \| \| 8è \| Torstein Træen \| Uno-X Norwegian Development \| + 10" \| \| \| 9è \| Jonas Abrahamsen \| Uno-X Norwegian Development \| + 11" \| \| \| 10è \| Tim Merlier \| Corendon-Circus \| + 13" \| \| |                       |                             |            |
| |                       |                             |            |
| Font: ProCyclingStats |                       |                             |            |
| Classificació general |                       |                             |            |
| Corredor | Corredor              | Equip                       | Temps      |
| 1r | Tiesj Benoot          | Lotto-Soudal                | 3h 54' 38" |
| 2n | Jasper De Buyst       | Lotto-Soudal                | + 4"       |
| 3r | Amaury Capiot         | Sport Vlaanderen-Baloise    | + 6"       |
| 4t | Niklas Larsen         | ColoQuick                   | + 10"      |
| 5è | Krists Neilands       | Israel Cycling Academy      | + 10"      |
| 6è | Amund Grøndahl Jansen | Team Jumbo-Visma            | + 10"      |
| 7è | Mads Würtz Schmidt    | Dinamarca                   | + 10"      |
| 8è | Torstein Træen        | Uno-X Norwegian Development | + 10"      |
| 9è | Jonas Abrahamsen      | Uno-X Norwegian Development | + 11"      |
| 10è | Tim Merlier           | Corendon-Circus             | + 13"      |

### Etapa 2
| \| Classificació de l'etapa \| Classificació de l'etapa \| Classificació de l'etapa \| Classificació de l'etapa \| Classificació de l'etapa \| \| Corredor \| Corredor \| Equip \| Temps \| \| \| ------------------------ \| ------------------------ \| ------------------------ \| ------------------------ \| ------------------------ \| \| 1r \| Martin Toft Madsen \| BHS-Almeborg Bornholm \| 19' 35" \| \| \| 2n \| Rasmus Christian Quaade \| Riwal Readynez \| + 11" \| \| \| 3r \| Mads Würtz Schmidt \| Dinamarca \| + 11" \| \| \| 4t \| Niklas Larsen \| ColoQuick \| + 11" \| \| \| 5è \| Mikkel Bjerg \| Hagens Berman Axeon \| + 12" \| \| \| 6è \| Brent Van Moer \| Lotto-Soudal \| + 19" \| \| \| 7è \| Jonas Vingegaard \| Team Jumbo-Visma \| + 19" \| \| \| 8è \| Lasse Norman Hansen \| Corendon-Circus \| + 20" \| \| \| 9è \| Matthias Brändle \| Israel Cycling Academy \| + 24" \| \| \| 10è \| Koen Bouwman \| Team Jumbo-Visma \| + 27" \| \| |                         |                        |         |
| |                         |                        |         |
| Font: ProCyclingStats |                         |                        |         |
| Classificació de l'etapa |                         |                        |         |
| Corredor | Corredor                | Equip                  | Temps   |
| 1r | Martin Toft Madsen      | BHS-Almeborg Bornholm  | 19' 35" |
| 2n | Rasmus Christian Quaade | Riwal Readynez         | + 11"   |
| 3r | Mads Würtz Schmidt      | Dinamarca              | + 11"   |
| 4t | Niklas Larsen           | ColoQuick              | + 11"   |
| 5è | Mikkel Bjerg            | Hagens Berman Axeon    | + 12"   |
| 6è | Brent Van Moer          | Lotto-Soudal           | + 19"   |
| 7è | Jonas Vingegaard        | Team Jumbo-Visma       | + 19"   |
| 8è | Lasse Norman Hansen     | Corendon-Circus        | + 20"   |
| 9è | Matthias Brändle        | Israel Cycling Academy | + 24"   |
| 10è | Koen Bouwman            | Team Jumbo-Visma       | + 27"   |

| \| Classificació general \| Classificació general \| Classificació general \| Classificació general \| Classificació general \| \| Corredor \| Corredor \| Equip \| Temps \| \| \| --------------------- \| ----------------------- \| ---------------------- \| --------------------- \| --------------------- \| \| 1r \| Mads Würtz Schmidt \| Dinamarca \| 4h 14' 34" \| \| \| 2n \| Niklas Larsen \| ColoQuick \| + 0" \| \| \| 3r \| Rasmus Christian Quaade \| Riwal Readynez \| + 3" \| \| \| 4t \| Mikkel Bjerg \| Hagens Berman Axeon \| + 4" \| \| \| 5è \| Martin Toft Madsen \| BHS-Almeborg Bornholm \| + 10" \| \| \| 6è \| Brent Van Moer \| Lotto-Soudal \| + 11" \| \| \| 7è \| Jonas Vingegaard \| Team Jumbo-Visma \| + 11" \| \| \| 8è \| Lasse Norman Hansen \| Corendon-Circus \| + 12" \| \| \| 9è \| Tiesj Benoot \| Lotto-Soudal \| + 14" \| \| \| 10è \| Matthias Brändle \| Israel Cycling Academy \| + 16" \| \| |                         |                        |            |
| |                         |                        |            |
| Font: ProCyclingStats |                         |                        |            |
| Classificació general |                         |                        |            |
| Corredor | Corredor                | Equip                  | Temps      |
| 1r | Mads Würtz Schmidt      | Dinamarca              | 4h 14' 34" |
| 2n | Niklas Larsen           | ColoQuick              | + 0"       |
| 3r | Rasmus Christian Quaade | Riwal Readynez         | + 3"       |
| 4t | Mikkel Bjerg            | Hagens Berman Axeon    | + 4"       |
| 5è | Martin Toft Madsen      | BHS-Almeborg Bornholm  | + 10"      |
| 6è | Brent Van Moer          | Lotto-Soudal           | + 11"      |
| 7è | Jonas Vingegaard        | Team Jumbo-Visma       | + 11"      |
| 8è | Lasse Norman Hansen     | Corendon-Circus        | + 12"      |
| 9è | Tiesj Benoot            | Lotto-Soudal           | + 14"      |
| 10è | Matthias Brändle        | Israel Cycling Academy | + 16"      |

### Etapa 3
| \| Classificació de l'etapa \| Classificació de l'etapa \| Classificació de l'etapa \| Classificació de l'etapa \| Classificació de l'etapa \| \| Corredor \| Corredor \| Equip \| Temps \| \| \| ------------------------ \| ------------------------ \| --------------------------- \| ------------------------ \| ------------------------ \| \| 1r \| Lasse Norman Hansen \| Corendon-Circus \| 4h 46' 45" \| \| \| 2n \| Jonas Vingegaard \| Team Jumbo-Visma \| + 0" \| \| \| 3r \| Niklas Larsen \| ColoQuick \| + 0" \| \| \| 4t \| Rasmus Christian Quaade \| Riwal Readynez \| + 0" \| \| \| 5è \| Markus Hoelgaard \| Uno-X Norwegian Development \| + 7" \| \| \| 6è \| Amaury Capiot \| Sport Vlaanderen-Baloise \| + 13" \| \| \| 7è \| Jasper De Buyst \| Lotto-Soudal \| + 15" \| \| \| 8è \| Amund Grøndahl Jansen \| Team Jumbo-Visma \| + 15" \| \| \| 9è \| Tiesj Benoot \| Lotto-Soudal \| + 15" \| \| \| 10è \| Thomas Sprengers \| Sport Vlaanderen-Baloise \| + 15" \| \| |                         |                             |            |
| |                         |                             |            |
| Font: ProCyclingStats |                         |                             |            |
| Classificació de l'etapa |                         |                             |            |
| Corredor | Corredor                | Equip                       | Temps      |
| 1r | Lasse Norman Hansen     | Corendon-Circus             | 4h 46' 45" |
| 2n | Jonas Vingegaard        | Team Jumbo-Visma            | + 0"       |
| 3r | Niklas Larsen           | ColoQuick                   | + 0"       |
| 4t | Rasmus Christian Quaade | Riwal Readynez              | + 0"       |
| 5è | Markus Hoelgaard        | Uno-X Norwegian Development | + 7"       |
| 6è | Amaury Capiot           | Sport Vlaanderen-Baloise    | + 13"      |
| 7è | Jasper De Buyst         | Lotto-Soudal                | + 15"      |
| 8è | Amund Grøndahl Jansen   | Team Jumbo-Visma            | + 15"      |
| 9è | Tiesj Benoot            | Lotto-Soudal                | + 15"      |
| 10è | Thomas Sprengers        | Sport Vlaanderen-Baloise    | + 15"      |

| \| Classificació general \| Classificació general \| Classificació general \| Classificació general \| Classificació general \| \| Corredor \| Corredor \| Equip \| Temps \| \| \| --------------------- \| ----------------------- \| --------------------- \| --------------------- \| --------------------- \| \| 1r \| Niklas Larsen \| ColoQuick \| 9h 01' 15" \| \| \| 2n \| Lasse Norman Hansen \| Corendon-Circus \| + 6" \| \| \| 3r \| Rasmus Christian Quaade \| Riwal Readynez \| + 7" \| \| \| 4t \| Jonas Vingegaard \| Team Jumbo-Visma \| + 9" \| \| \| 5è \| Mikkel Bjerg \| Hagens Berman Axeon \| + 32" \| \| \| 6è \| Tiesj Benoot \| Lotto-Soudal \| + 33" \| \| \| 7è \| Jasper De Buyst \| Lotto-Soudal \| + 36" \| \| \| 8è \| Koen Bouwman \| Team Jumbo-Visma \| + 53" \| \| \| 9è \| Brent Van Moer \| Lotto-Soudal \| + 55" \| \| \| 10è \| Christoffer Lisson \| BHS-Almeborg Bornholm \| + 1' 08" \| \| |                         |                       |            |
| |                         |                       |            |
| Font: ProCyclingStats |                         |                       |            |
| Classificació general |                         |                       |            |
| Corredor | Corredor                | Equip                 | Temps      |
| 1r | Niklas Larsen           | ColoQuick             | 9h 01' 15" |
| 2n | Lasse Norman Hansen     | Corendon-Circus       | + 6"       |
| 3r | Rasmus Christian Quaade | Riwal Readynez        | + 7"       |
| 4t | Jonas Vingegaard        | Team Jumbo-Visma      | + 9"       |
| 5è | Mikkel Bjerg            | Hagens Berman Axeon   | + 32"      |
| 6è | Tiesj Benoot            | Lotto-Soudal          | + 33"      |
| 7è | Jasper De Buyst         | Lotto-Soudal          | + 36"      |
| 8è | Koen Bouwman            | Team Jumbo-Visma      | + 53"      |
| 9è | Brent Van Moer          | Lotto-Soudal          | + 55"      |
| 10è | Christoffer Lisson      | BHS-Almeborg Bornholm | + 1' 08"   |

### Etapa 4
| \| Classificació de l'etapa \| Classificació de l'etapa \| Classificació de l'etapa \| Classificació de l'etapa \| Classificació de l'etapa \| \| Corredor \| Corredor \| Equip \| Temps \| \| \| ------------------------ \| ------------------------ \| ------------------------ \| ------------------------ \| ------------------------ \| \| 1r \| Jasper De Buyst \| Lotto-Soudal \| 4h 09' 38" \| \| \| 2n \| Amaury Capiot \| Sport Vlaanderen-Baloise \| + 0" \| \| \| 3r \| Huub Duyn \| Roompot-Charles \| + 0" \| \| \| 4t \| Jonas Vingegaard \| Team Jumbo-Visma \| + 3" \| \| \| 5è \| Rasmus Christian Quaade \| Riwal Readynez \| + 3" \| \| \| 6è \| Alexander Kamp \| Riwal Readynez \| + 3" \| \| \| 7è \| Niklas Larsen \| ColoQuick \| + 3" \| \| \| 8è \| Roy Goldstein \| Israel Cycling Academy \| + 5" \| \| \| 9è \| Gustavo César Veloso \| W52-FC Porto \| + 5" \| \| \| 10è \| Charles Planet \| Team Novo Nordisk \| + 5" \| \| |                         |                          |            |
| |                         |                          |            |
| Font: ProCyclingStats |                         |                          |            |
| Classificació de l'etapa |                         |                          |            |
| Corredor | Corredor                | Equip                    | Temps      |
| 1r | Jasper De Buyst         | Lotto-Soudal             | 4h 09' 38" |
| 2n | Amaury Capiot           | Sport Vlaanderen-Baloise | + 0"       |
| 3r | Huub Duyn               | Roompot-Charles          | + 0"       |
| 4t | Jonas Vingegaard        | Team Jumbo-Visma         | + 3"       |
| 5è | Rasmus Christian Quaade | Riwal Readynez           | + 3"       |
| 6è | Alexander Kamp          | Riwal Readynez           | + 3"       |
| 7è | Niklas Larsen           | ColoQuick                | + 3"       |
| 8è | Roy Goldstein           | Israel Cycling Academy   | + 5"       |
| 9è | Gustavo César Veloso    | W52-FC Porto             | + 5"       |
| 10è | Charles Planet          | Team Novo Nordisk        | + 5"       |

| \| Classificació general \| Classificació general \| Classificació general \| Classificació general \| Classificació general \| \| Corredor \| Corredor \| Equip \| Temps \| \| \| --------------------- \| ----------------------- \| ------------------------ \| --------------------- \| --------------------- \| \| 1r \| Niklas Larsen \| ColoQuick \| 13h 10' 56" \| \| \| 2n \| Jonas Vingegaard \| Team Jumbo-Visma \| + 6" \| \| \| 3r \| Rasmus Christian Quaade \| Riwal Readynez \| + 7" \| \| \| 4t \| Lasse Norman Hansen \| Corendon-Circus \| + 12" \| \| \| 5è \| Jasper De Buyst \| Lotto-Soudal \| + 23" \| \| \| 6è \| Mikkel Bjerg \| Hagens Berman Axeon \| + 34" \| \| \| 7è \| Brent Van Moer \| Lotto-Soudal \| + 1' 05" \| \| \| 8è \| Koen Bouwman \| Team Jumbo-Visma \| + 1' 08" \| \| \| 9è \| Christoffer Lisson \| BHS-Almeborg Bornholm \| + 1' 16" \| \| \| 10è \| Johan Le Bon \| Vital Concept-B&B Hotels \| + 1' 19" \| \| |                         |                          |             |
| |                         |                          |             |
| Font: ProCyclingStats |                         |                          |             |
| Classificació general |                         |                          |             |
| Corredor | Corredor                | Equip                    | Temps       |
| 1r | Niklas Larsen           | ColoQuick                | 13h 10' 56" |
| 2n | Jonas Vingegaard        | Team Jumbo-Visma         | + 6"        |
| 3r | Rasmus Christian Quaade | Riwal Readynez           | + 7"        |
| 4t | Lasse Norman Hansen     | Corendon-Circus          | + 12"       |
| 5è | Jasper De Buyst         | Lotto-Soudal             | + 23"       |
| 6è | Mikkel Bjerg            | Hagens Berman Axeon      | + 34"       |
| 7è | Brent Van Moer          | Lotto-Soudal             | + 1' 05"    |
| 8è | Koen Bouwman            | Team Jumbo-Visma         | + 1' 08"    |
| 9è | Christoffer Lisson      | BHS-Almeborg Bornholm    | + 1' 16"    |
| 10è | Johan Le Bon            | Vital Concept-B&B Hotels | + 1' 19"    |

### Etapa 5
| \| Classificació de l'etapa \| Classificació de l'etapa \| Classificació de l'etapa \| Classificació de l'etapa \| Classificació de l'etapa \| \| Corredor \| Corredor \| Equip \| Temps \| \| \| ------------------------ \| ------------------------ \| ------------------------ \| ------------------------ \| ------------------------ \| \| 1r \| Tim Merlier \| Corendon-Circus \| 3h 41' 37" \| \| \| 2n \| Bryan Coquard \| Vital Concept-B&B Hotels \| + 0" \| \| \| 3r \| Jasper De Buyst \| Lotto-Soudal \| + 0" \| \| \| 4t \| Amaury Capiot \| Sport Vlaanderen-Baloise \| + 0" \| \| \| 5è \| Amund Grøndahl Jansen \| Team Jumbo-Visma \| + 0" \| \| \| 6è \| Louis Bendixen \| Dinamarca \| + 0" \| \| \| 7è \| Christoffer Lisson \| BHS-Almeborg Bornholm \| + 0" \| \| \| 8è \| Joris Nieuwenhuis \| Team Sunweb \| + 0" \| \| \| 9è \| Dennis van Winden \| Israel Cycling Academy \| + 0" \| \| \| 10è \| Herman Dahl \| Joker Fuel of Norway \| + 0" \| \| |                       |                          |            |
| |                       |                          |            |
| Font: ProCyclingStats |                       |                          |            |
| Classificació de l'etapa |                       |                          |            |
| Corredor | Corredor              | Equip                    | Temps      |
| 1r | Tim Merlier           | Corendon-Circus          | 3h 41' 37" |
| 2n | Bryan Coquard         | Vital Concept-B&B Hotels | + 0"       |
| 3r | Jasper De Buyst       | Lotto-Soudal             | + 0"       |
| 4t | Amaury Capiot         | Sport Vlaanderen-Baloise | + 0"       |
| 5è | Amund Grøndahl Jansen | Team Jumbo-Visma         | + 0"       |
| 6è | Louis Bendixen        | Dinamarca                | + 0"       |
| 7è | Christoffer Lisson    | BHS-Almeborg Bornholm    | + 0"       |
| 8è | Joris Nieuwenhuis     | Team Sunweb              | + 0"       |
| 9è | Dennis van Winden     | Israel Cycling Academy   | + 0"       |
| 10è | Herman Dahl           | Joker Fuel of Norway     | + 0"       |

## Classificació final
| \| Classificació general \| Classificació general \| Classificació general \| Classificació general \| Classificació general \| \| Corredor \| Corredor \| Equip \| Temps \| \| \| --------------------- \| ----------------------- \| --------------------- \| --------------------- \| --------------------- \| \| 1r \| Niklas Larsen \| ColoQuick \| 16h 52' 33" \| \| \| 2n \| Jonas Vingegaard \| Team Jumbo-Visma \| + 11" \| \| \| 3r \| Rasmus Christian Quaade \| Riwal Readynez \| + 12" \| \| \| 4t \| Lasse Norman Hansen \| Corendon-Circus \| + 12" \| \| \| 5è \| Jasper De Buyst \| Lotto-Soudal \| + 19" \| \| \| 6è \| Mikkel Bjerg \| Hagens Berman Axeon \| + 39" \| \| \| 7è \| Brent Van Moer \| Lotto-Soudal \| + 1' 10" \| \| \| 8è \| Koen Bouwman \| Team Jumbo-Visma \| + 1' 13" \| \| \| 9è \| Christoffer Lisson \| BHS-Almeborg Bornholm \| + 1' 16" \| \| \| 10è \| Edgar Pinto \| W52-FC Porto \| + 1' 23" \| \| |                         |                       |             |
| |                         |                       |             |
| Font: ProCyclingStats |                         |                       |             |
| Classificació general |                         |                       |             |
| Corredor | Corredor                | Equip                 | Temps       |
| 1r | Niklas Larsen           | ColoQuick             | 16h 52' 33" |
| 2n | Jonas Vingegaard        | Team Jumbo-Visma      | + 11"       |
| 3r | Rasmus Christian Quaade | Riwal Readynez        | + 12"       |
| 4t | Lasse Norman Hansen     | Corendon-Circus       | + 12"       |
| 5è | Jasper De Buyst         | Lotto-Soudal          | + 19"       |
| 6è | Mikkel Bjerg            | Hagens Berman Axeon   | + 39"       |
| 7è | Brent Van Moer          | Lotto-Soudal          | + 1' 10"    |
| 8è | Koen Bouwman            | Team Jumbo-Visma      | + 1' 13"    |
| 9è | Christoffer Lisson      | BHS-Almeborg Bornholm | + 1' 16"    |
| 10è | Edgar Pinto             | W52-FC Porto          | + 1' 23"    |

## Evolució de les classificacions
| Etapa                  | Vencedor               | Classificació general | Classificació per punts | Classificació de la muntanya | Classificació dels joves | Classificació per equips |
| ---------------------- | ---------------------- | --------------------- | ----------------------- | ---------------------------- | ------------------------ | ------------------------ |
| 1a                     | Tiesj Benoot           | Tiesj Benoot          | Tiesj Benoot            | Sasha Weemaes                | Niklas Larsen            | Lotto Soudal             |
| 2a                     | Martin Toft Madsen     | Mads Würtz            | Niklas Larsen           | Sasha Weemaes                | Niklas Larsen            | Lotto Soudal             |
| 3a                     | Lasse Norman Hansen    | Niklas Larsen         | Niklas Larsen           | Fridtjof Røinås              | Niklas Larsen            | Jumbo-Visma              |
| 4a                     | Jasper De Buyst        | Niklas Larsen         | Jasper De Buyst         | Fridtjof Røinås              | Niklas Larsen            | Lotto Soudal             |
| 5a                     | Tim Merlier            | Niklas Larsen         | Jasper De Buyst         | Fridtjof Røinås              | Niklas Larsen            | Lotto Soudal             |
| Classificacions finals | Classificacions finals | Niklas Larsen         | Jasper De Buyst         | Fridtjof Røinås              | Niklas Larsen            | Lotto Soudal             |